# Kurosz Chani
Kurosz Chani, Kourosh Khani (ur. 3 lipca 1989 roku) – irański kierowca wyścigowy.

## Kariera
Chani rozpoczął karierę w wyścigach samochodowych w 2007 roku od startów w Brytyjskiej Formule Ford. Z dorobkiem ośmiu punktów uplasował się tam na 25 pozycji w klasyfikacji końcowej. W klasie Scholarship był szósty. W późniejszych latach pojawiał się także w stawce Brytyjskiej Formuły Renault BARC, edycji zimowej Brytyjskiej Formuły Renault BARC, Michelin Ginetta G50 Cup, MRF Formula 1600, Monoposto Championship, MSV F3 Cup, Formuły 2 oraz Francuskiej Formuły Premium.
W Mistrzostwach Formuły 2 wystartował w 2012 roku. Z dorobkiem dwóch punktów uplasował się na dwudziestej pozycji w klasyfikacji generalnej.

## Statystyki
| Sezon | Seria                                          | Zespół             | Wyścigi | Zwycięstwa | PP | NO | Podium | Punkty | Pozycja |
| ----- | ---------------------------------------------- | ------------------ | ------- | ---------- | -- | -- | ------ | ------ | ------- |
| 2007  | Brytyjska Formuła Ford – Scholarship Class     | GW Racing          | 3       | 3          | 3  | 3  | 3      | 33     | 6       |
| 2007  | Brytyjska Formuła Ford                         | GW Racing          | 7       | 0          | 0  | 0  | 0      | 8      | 25      |
| 2007  | Powernights Invitation Saloons and Sports Cars | GW Racing          | 2       | 0          | 0  | 0  | 2      | 0      | NS†     |
| 2007  | SEMSEC Sports and Kit car                      | GW Racing          | 1       | 0          | 0  | 0  | 1      | 0      | NS†     |
| 2008  | Brytyjska Formuła Renault BARC (edycja zimowa) | Welch Motorsport   | 4       | 1          | 4  | 1  | 1      | 17     | 3       |
| 2008  | Brytyjska Formuła Renault BARC                 | Welch Motorsport   | 11      | 0          | 0  | 0  | 0      | 7      | 16      |
| 2009  | Michelin Ginetta G50 Cup                       | Welch Motorsport   | 3       | 0          | 0  | 0  | 0      | 32     | 24      |
| 2009  | Brytyjska Formuła Renault BARC                 | Welch Motorsport   | 13      | 0          | 0  | 0  | 0      | 142    | 8       |
| 2010  | Brytyjska Formuła Renault BARC                 | Welch Motorsport   | 12      | 0          | 0  | 0  | 0      | 142    | 8       |
| 2011  | Brytyjska Formuła Renault BARC                 | Scorpio Motorsport | 12      | 1          | 0  | 0  | 1      | 200    | 4       |
| 2011  | Monoposto Championship - Mono 2000             |                    | 2       | 0          | 0  | 0  | 1      | 0      | NS†     |
| 2011  | MRF Formula 1600 Delhi Championship            |                    | 2       | 0          | 0  | 0  | 1      | 27     | 3       |
| 2012  | Formuła 2                                      | MotoSport Vision   | 8       | 0          | 0  | 0  | 0      | 2      | 20      |
| 2012  | F3 Cup - Cup Class                             | Lanan Racing       | 4       | 4          | 2  | 4  | 4      | 0      | NS†     |
| 2012  | MSV F3 Cup - Overall                           | Lanan Racing       |         |            |    |    |        | 105    | 10      |
| 2013  | Francuska Formuła Premium                      |                    |         |            |    |    |        | 0      | NS      |

† – Chani nie był zaliczany do klasyfikacji